# マイク・シェパード
マイク・シェパード（Mike Sheppard、1988年12月20日 - ）は、メジャーリーグラグビー、トロント・アローズに所属するラグビー選手。

## プロフィール
- カナダ・オンタリオ州ミシサガ出身[1]。
- ポジションはロック(LO)、フランカー(FL)。
- 身長 193cm、体重 111kg
- カナダ代表キャップは11（2021年2月現在）でワールドカップ2019のカナダ代表に選ばれた[2]。

## 略歴
オンタリオ・ブルーズを経て、2019年、トロント・アローズに加入。 